# Okupacija
Okupácija ali zasédba je vojaško dejanje, v katerem sile ene države zasedejo oz. prično učinkovito nadzorovati ozemlje druge entitete. S tovrstnim dejanjem ozemlje postane znano kot okupirano ozemlje, vladajoča sila pa kot okupator. Okupacija se od aneksije in kolonializacije razlikuje v trajanju. Čeprav lahko okupatorske sile na okupiranem ozemlju vzpostavijo lastno vojaško vlado, to ni nujen predpogoj za okupacijo.
Pravila okupacije so dogovorjena v različnih mednarodnih pogodbah, prvič predvsem v Haaški konvenciji iz leta 1907, kasneje pa še Ženevski konvenciji iz leta 1949, pa tudi v ustaljenih državnih praksah. Mednarodne konvencije, Mednarodni odbor Rdečega križa ter druge ratifikacije postavljajo smernice o različnih pravicah in dolžnostih okupacijskih sil, zaščiti civilistov, ravnanjem z vojnimi ujetniki, koordinaciji morebitne mednarodne pomoči, izdajanju potnih listov, lastninskih pravic, ravnanju s kulturno dediščino, beguncih in drugih skrbeh. Morebitne kršitve dogovorjenih norm in protokolov tvegajo grajo in kritiko države storilke. Dandanes so okupacijske prakse v veliki meri postale del splošnega mednarodnega prava ter vojnih zakonikov.